# Parda Haga
Parda Haga is een bestuurslaag in het regentschap Lampung Barat van de provincie Lampung, Indonesië. Parda Haga telt 537 inwoners (volkstelling 2010).